# ExpressionEngine
ExpressionEngine — коммерческая мультисайтовая система управления контентом, построенная на фреймворке CodeIgniter. Разрабатывается компанией EllisLab.
ExpressionEngine предоставляет возможности для регистрации пользователей, создания блогов, форумов, базы знаний, энциклопедии, поисковую машину и многое другое. Имеется бесплатная версия и русификация.

## Возможности
Одной из особенностей ExpressionEngine является сочетание данной системы как коммерческого продукта, с программным обеспечением с открытым исходным кодом, коим является фреймворк CodeIgniter[стиль]. Средства, которое получают её разработчики от продаж, позволяют им выделять больше усилий на разработку профессиональных продуктов и дополнений для CMS.

### Безопасность
По мнению экспертов ExpressionEngine позволяет создать полностью безопасный сайт, данные на котором будут оставаться в сохранности. Встроенный в рамках ExpressionEngine аудит предлагает Вам, проверку Captcha, функции подтверждения контента и проверку электронной почты. Также включена история посещений, которая совместима с системой SSL.
ExpressionEngine может похвастаться безопасной и устойчивой системой, ни одна из которых не была бы жертвой нарушения безопасности в течение 10 лет существования. Спам блокаторы уже находятся в тех местах, которые позволяют избежать нежелательного внимания со стороны злых сил в Интернета. Функции безопасности довольно комплексны и включают самые передовые защитные функции, которые предлагаются среди других CMS продуктов.

## Системные требования
ExpressionEngine требует около 10 мегабайт свободного дискового пространства. Веб-сервер должен поддерживать PHP не ниже версии 5.1.6, а также MySQL версии 4.1 или выше. Для работы php-скриптов должно быть выделено не менее 16 мегабайт оперативной памяти (директива memory_limit в файле php.ini).Помимо этого на сервере должна быть установлена одна из трех программных библиотек для работы с изображениями: GD, ImageMagick или NetPBM.
От пользователя требуется по крайней мере, минимальный опыт работы с HTML и понимание базовых принципов веб-разработки. Кроме того, пользователь должен уметь загружать файлы на сервер через FTP.
Установка ExpressionEngine происходит в полуавтоматическом режиме: веб-мастеру необходимо лишь создать пустую базу данных, и указать данные учетной записи этой базы на одном из этапов установки.

## История
ExpressionEngine появилась на свет 2004 году. До этого автором CMS Риком Эллисом (Rick Ellis) выпускался движок pMachine Pro, который зарекомендовал себя в качестве блогового движка. Работа над развитием ExpressionEngine не прекращается и по настоящее время.

## Описание системы и принцип работы
ExpressionEngine имеет модульную систему. В стандартный комплект входят такие модули, как галерея изображений, wiki, а также модуль simple commerce, полностью интегрированный в платежную систему PayPal.
Работа с шаблонами позволяет интегрировать CMS в любой дизайн, при этом не затрагивая файлы движка.
Настройку ExpressionEngine рекомендуется поручать веб-разработчику. Новичок, который хочет увидеть от системы «Поставил и работай» немного разочаруется, потому что увидит в комплекте скудный дизайн и малую функциональноть (сродни блогу).
ExpressionEngine довольно активно распространяется в России. Имеется документация на русском языке, переведенные файлы локализации, а также адаптированные под рунет модули, плагины и расширения. На данной CMS разрабатываются новостные сайты, сайты-визитки, блоги, интернет-магазины.

### Условия распространения
ExpressionEngine распространяется в двух вариантах: core (с англ. — «базовая»), и commercial (с англ. — «коммерческая»). Стоимость коммерческой лицензии составляет 299$. Бесплатная версия ExpressionEngine Core предназначена для персонального некоммерческого использования. Однако эта версия имеет несколько ограниченную функциональность — в ней отсутствуют пользовательские профили, нет возможности использовать дополнительные модули, а также присутствуют другие ограничения. По мнению некоторых разработчиков возможностей данной версии вполне достаточно для создания несложных проектов, например личного сайта.

## Быстродействие
ExpressionEngine считается достаточно быстрой CMS. Для ускорения работы движка и уменьшения нагрузки на сервер, система использует механизм кэширования данных (запросов, шаблонов и т. д.), а также дает возможность отключать те функции, которые не требуются в постоянной работе.

### Расширения
Расширение ExpressionEngine представляет собой сценарий на языке PHP, который, будучи активированным, дополняет, либо модифицирует функции системы. По своему назначению все существующие на данный момент расширения можно классифицировать как:
1. Расширяющие функциональные возможности CMS;
2. Оптимизирующие панель управления системы.

Для работы с расширениями ExpressionEngine оснащён менеджером расширений, позволяющим активировать и настраивать расширения, либо отключать неиспользуемые.